# Choreborogas striosoma
Choreborogas striosoma är en stekelart som beskrevs av Van Achterberg 1995. Choreborogas striosoma ingår i släktet Choreborogas och familjen bracksteklar. Inga underarter finns listade i Catalogue of Life.